# Chiesa di Santa Maria degli Angeli (Castelbuono)
La chiesa di Santa Maria degli Angeli è un edificio religioso di Castelbuono.

## Storia
La chiesa viene fondata dai Cappuccini nel 1577 assieme al convento adiacente, che ha dato casa ai frati per secoli ed è oggi occupato dalle Sorelle Povere di Santa Chiara.
La struttura originale ha subito profondi rimaneggiamenti nel Settecento e nel Novecento.

## Descrizione e opere
All'esterno, molto semplice e lineare, si contrappone l'interno a navata unica, nei cui ornamenti si intrecciano l'oro e il bianco delle decorazioni e il legno degli altari. Sull'altare maggiore si trova una pregevole tela di Antonio Catalano del 1601, raffigurante la titolare della chiesa Madonna degli Angeli tra i Santi Francesco, Chiara, Ludovico e Placido, raffigurata nel registro superiore assisa sulle nubi e circondata dalle gerarchie angeliche, a cui fa da contrappeso il registro inferiore rappresentante la materialità che aspira e rientra nella santità. La tela è contornata ed arricchita da una preziosa cornice intagliata da un frate cappuccino, in cui è incastonata anche la tela più piccola raffigurante l'Eterno Padre.
L'altare maggiore, sapiente opera di frà Vincenzo Bruno da Catania, è concepito come un enorme reliquiario che, se aperto, mette in mostra numerose nicchie decorate ospitanti reliquiari. Vi si conservano le reliquie portate nel 1830 da Roma da padre Antonio Conoscenti, tra cui quelle di dieci martiri, i santi Marcellino, Orsolo, Probo, Valerio, Mercuria, Chiara, Placido, Leonzia, Sabina e Paola. Lo scomparto sottostante la mensa ospita la statua e le reliquie di san Teofilo Martire.
Oltre al maggiore vi sono quattro altari laterali: 
- Sant'Anna: l'altare riprende nel gioco architettonico l'altare maggiore. La tela, raffigurante Sant'Anna Metterza è incastonata in una cornice lignea scolpita. Sotto la tela una piccola nicchia ospita il gruppo ceroplasta settecentesco della Famiglia di Maria;
- Sant'Antonio: l'altare ospita la grande tela del Santo padovano, di ottima fattura e di grande espressività, nella tradizionale iconografia con il Bambin Gesù in braccio e il giglio. Nella nicchia sottostante è inserita una statua settecentesca di Maria Santissima Bambina;
- Madonna di Fátima: già dedicato a san Francesco, ospita una statua della Madonna opera di Luigi Maniscalco di Aqua Viva Platani. La corona che ha in mano è un dono di papa Paolo VI.
- Santissimo Crocifisso: ospita un pregevole crocifisso seicentesco.